# Gerhard Frei
Gerhard Frei (* 8. Februar 1911 in Breslau; † 23. Dezember 1989 in Berlin) war ein deutscher Opernsänger (Bass) und Schauspieler.

## Leben
Gerhard Frei wurde als Sohn eines Schmiedes in Breslau geboren. Nach der Schule erlernte er den Beruf eines Mechanikers, der ihn allerdings anschließend in die Arbeitslosigkeit führte. Während einer Aushilfstätigkeit an einer Tankstelle, frönte er seiner Sangeslust und wurde dabei zufällig von einem Musikkritiker gehört. Dieser beschaffte ihm einen Ausbildungsplatz am Breslauer Konservatorium und wurde angenommen. Nach dem Abschluss wurde Gerhard Frei 1939 an das Theater Görlitz verpflichtet und hatte gleich in seiner ersten Rolle als „Landgraf“ in Richard Wagners Tannhäuser eine wichtige Aufgabe. Weiterhin spielte er unter anderem auf dieser Bühne den „Gurnemanz“ in Wagners Parsifal und den „Sarastro“ in der Zauberflöte von Wolfgang Amadeus Mozart.
Nach dem Zweiten Weltkrieg wirkte er erst als Schauspieler an der Oberrheinischen Städtebühne und ging dann an das Landestheater in Halle. Hier entschied sich Gerhard Frei endgültig für die Oper. 1948 holte ihn Walter Felsenstein an die Komische Oper Berlin. Der Drang nach neuen Anforderungen führte ihn 1954 an die Deutsche Staatsoper Berlin, der er bis zu seiner Abschiedsvorstellung am 8. Mai 1976 angehörte.
1955 war Frei als verbrecherischer Burgvogt in dem DEFA-Klassiker und Märchenfilm „Der Teufel vom Mühlenberg“ zu sehen, wo er in der wilden Tanzszene auf der Burg seinen beeindruckenden Bass überzeugend zur Geltung bringen konnte.
Gerhard Freis Stimme ist auf vielen Schallplatten zu hören, auch mit Couplets von Otto Reutter, denen seine Liebe gehörte. Auch in mehreren Spielfilmen wirkte er als Darsteller mit.
Gerhard Frei war mit der Opernsängerin Irmgard Arnold verheiratet.

## Filmografie
- 1955: Der Teufel vom Mühlenberg
- 1956: Das tapfere Schneiderlein
- 1958: Geschwader Fledermaus
- 1959: Ware für Katalonien
- 1963: Jetzt und in der Stunde meines Todes

## Theater
- 1945: Franz und Paul von Schönthan: Der Raub der Sabinerinnen (Striese) – Regie: ? (Oberrheinische Städtebühne)
- 1947: Carl Maria von Weber: Der Freischütz (Kaspar) – Regie: ? (Landestheater Halle)
- 1948: Carl Orff: Die Kluge (Rüpel) – Regie: Walter Felsenstein – (Komische Oper Berlin)
- 1950: Ermanno Wolf-Ferrari: Die vier Grobiane (Vater) – Regie: Peter Stanchina (Komische Oper Berlin)
- 1951: Carl Maria von Weber: Der Freischütz (Kaspar) – Regie: Walter Felsenstein (Komische Oper Berlin)
- 1951: Wolfgang Amadeus Mozart: Figaros Hochzeit (Bartolo) – Regie: Walter Felsenstein (Komische Oper Berlin)
- 1952: Giuseppe Verdi: Falstaff (Diener) – Regie: Walter Felsenstein (Komische Oper Berlin)
- 1952: Giacomo Puccini: La Bohème (Collin) – Regie: Erich Geiger (Komische Oper Berlin)
- 1953: Joseph Haas: Die Hochzeit des Jobs (Apotheker) – Regie: Joachim Herz (Komische Oper Berlin)
- 1953: Daniel-François-Esprit Auber: Die Stumme von Portici (Pietro) – Regie: Hans-Erich Korbschmitt/Wilhelm Neef (Deutsche Staatsoper Berlin)
- 1954: Nikolai Rimski-Korsakow: Sadko (Meeresfürst) – Regie: Ernst Legal  (Deutsche Staatsoper Berlin)
- 1954: Wolfgang Amadeus Mozart: Die Entführung aus dem Serail (Osmin) – Regie: Carl-Heinrich Kreith (Deutsche Staatsoper Berlin)
- 1954: Richard Wagner: Die Meistersinger von Nürnberg (Pogner) – Regie: Wolf Völker (Deutsche Staatsoper Berlin)
- 1955: Georg Friedrich Händel: Samson – Musikalische Leitung: Karl Schmidt (Deutsche Staatsoper Berlin)
- 1955: Christoph Willibald Gluck:  Iphigenie in Aulis (Oberpriester Kalchas) – Regie: Carl-Heinrich Kreith (Deutsche Staatsoper Berlin)
- 1955: Ludwig van Beethoven: Fidelio (Rocco) – Regie: Erich-Alexander Winds (Deutsche Staatsoper Berlin)
- 1955: Alban Berg: Wozzeck (Doktor) – Regie: Werner Kelch (Deutsche Staatsoper Berlin)
- 1956: Richard Wagner: Tristan und Isolde (König Marke) – Regie: Erich Witte (Deutsche Staatsoper Berlin)
- 1956: Richard Strauss: Die schweigsame Frau – Regie: Walter Felsenstein (Komische Oper Berlin)
- 1956: Richard Strauss: Die Frau ohne Schatten (Barak-Bruder) – Regie: Heinz Arnold (Deutsche Staatsoper Berlin)
- 1956: Giuseppe Verdi: Aida (Oberpriester Ramphis) – Regie: Erich-Alexander Winds (Deutsche Staatsoper Berlin)
- 1956: Richard Wagner: Die Walküre (Hunding) – Regie: Erich Witte (Deutsche Staatsoper Berlin)
- 1956: Wolfgang Amadeus Mozart: Don Giovanni (Komtur) – Regie: Heinz Arnold (Deutsche Staatsoper Berlin)
- 1957: Alexander Borodin: Fürst Igor (Kontschak) – Regie: Erich-Alexander Winds (Deutsche Staatsoper Berlin)
- 1957: Richard Wagner: Das Rheingold (Fafner) – Regie: Erich Witte (Deutsche Staatsoper Berlin)
- 1957: Richard Wagner: Siegfried (Fafner) – Regie: Erich Witte (Deutsche Staatsoper Berlin)
- 1958: Eugen Suchoň: Krútňava (Stelina) – Regie: Erich-Alexander Winds (Deutsche Staatsoper Berlin)
- 1958: Giacomo Puccini: Madame Butterfly (Onkel Bonze) – Regie: Peter Neitsch (Deutsche Staatsoper Berlin)
- 1958: Béla Bartók: Herzog Blaubarts Burg (Blaubart) – Regie: Erich-Alexander Winds (Deutsche Staatsoper Berlin)
- 1958: Modest Mussorgski: Chowanschtschina (Chowanski) – Regie: Hinko Leskovsek (Deutsche Staatsoper Berlin)
- 1959: Wolfgang Amadeus Mozart: Figaros Hochzeit (Bartolo) – Regie: Erich Alexander Winds (Deutsche Staatsoper  Berlin)
- 1959: Carl Maria von Weber: Der Freischütz (Kaspar) – Regie: Werner Kelch (Deutsche Staatsoper Berlin)
- 1959: Joseph Kosma Die Weber von Lyon (Vater) – Regie: Lilo Gruber (Deutsche Staatsoper Berlin) UA
- 1959: Jean Kurt Forest: Der arme Konrad (Schnecken-Herodes) – Regie: Erich Alexander Winds (Deutsche Staatsoper  Berlin) UA
- 1960: Bertolt Brecht/Paul Dessau: Die Verurteilung des Lukullus (Totenrichter) – Regie: Ruth Berghaus/Erhard Fischer (Deutsche Staatsoper Berlin)
- 1960: Giuseppe Verdi: Don Carlos (Großinquisitor) – Regie: Erich-Alexander Winds (Deutsche Staatsoper Berlin)
- 1961: Modest Mussorgski: Boris Godunow (Boris Godunow) – Regie: Heinz Rückert (Deutsche Staatsoper Berlin)
- 1961: Werner Egk: Peer Gynt (Schmied) – Regie: Erich-Alexander Winds (Deutsche Staatsoper Berlin)
- 1962: Richard Wagner: Tannhäuser (Landgraf) – Regie: Erich-Alexander Winds (Deutsche Staatsoper Berlin)
- 1962: Richard Wagner: Die Meistersinger von Nürnberg (Pogner) – Regie: Erich-Alexander Winds (Deutsche Staatsoper Berlin)
- 1964: Bertolt Brecht/Kurt Weill: Aufstieg und Fall der Stadt Mahagonny (Dreieinigkeitsmoses) – Regie: Fritz Bennewitz (Deutsche Staatsoper Berlin)
- 1964: Giuseppe Verdi: Lady Macbeth (Banquo) – Regie: Erich-Alexander Winds (Deutsche Staatsoper Berlin)
- 1964: Henry Purcell: Sturm – Leitung: Helmut Koch (Deutsche Staatsoper Berlin – Apollosaal)
- 1964: Carl Orff: Die Kluge (Bauer) – Regie: Heinz Rückert (Deutsche Staatsoper Berlin)
- 1965: Rudolf Wagner-Régeny: Die Bürger von Calais (Gouverneur) – Regie: Fritz Bennewitz (Deutsche Staatsoper Berlin)
- 1965: Sergaj Prokofjef: Der feurige Engel (Inquisitor) – Regie: Heinz Rückert (Deutsche Staatsoper Berlin)
- 1966: Giuseppe Verdi: Rigoletto (Sparafucile) – Regie: Erhard Fischer (Deutsche Staatsoper Berlin)
- 1967: Richard Strauss: Elektra (Ein alter Diener) – Regie: Ruth Berghaus (Deutsche Staatsope Berlin)
- 1967: Giacomo Puccini: La Bohème (Hauswirt Benoit) – Regie: Erhard Fischer (Deutsche Staatsoper Berlin)
- 1968: Antonín Dvořák: Rusalka (Wassermann) – Regie: Erhard Fischer (Deutsche Staatsoper Berlin)
- 1968: Gioachino Rossini Der Barbier von Sevilla (Basilio) – Regie: Ruth Berghaus  (Deutsche Staatsoper Berlin)
- 1970: Albert Lortzing: Zar und Zimmermann (Lord Syndham) – Regie: Klaus Kahl (Deutsche Staatsoper Berlin)
- 1970: Carl Maria von Weber: Der Freischütz (Erbförster Kuno) – Regie: Ruth Berghaus (Deutsche Staatsoper Berlin)
- 1970: Alan Bush: Joe Hill (Ehemann) – Regie: Erhard Fischer (Deutsche Staatsoper Berlin)
- 1971: Jules Massenet: Manon (Graf DesGrieux) – Regie Horst Bonnet (Deutsche Staatsoper Berlin)
- 1971: Günter Kochan/Erik Neutsch: Karin Lenz (Sarjow) – Regie: Erhard Fischer (Deutsche Staatsoper Berlin)
- 1972: Giuseppe Verdi: Othello (Montano) – Regie: Harry Kupfer (Deutsche Staatsoper Berlin)
- 1973: Dmitri Schostakowitsch: Katarina Ismailowa (Pope) – Regie: Erhard Fischer (Deutsche Staatsoper Berlin)
- 1973: Richard Strauss: Der Rosenkavalier (Polizeikommissar) – Regie: Erhard Fischer (Deutsche Staatsoper Berlin)

## Auszeichnungen
- 1954: Titel: Kammersänger
- 1960: Nationalpreis der DDR III. Klasse für Kunst und Literatur
- 1976: Ehrenmitglied der Deutschen Staatsoper Berlin